# Casa de Thurn y Taxis
La Casa Principesca de Thurn y Taxis (en alemán: Das Fürstenhaus von Thurn und Taxis) es una familia aristócrata alemana que desempeñó un gran papel en el servicio postal en Europa durante el siglo XVI, siendo hoy bastante conocida por ser la propietaria de numerosas cervecerías y constructora de un gran número de castillos además de una de las mayores fortunas de Alemania.

## Historia
En el siglo XII, la familia lombarda Tasso (que en italiano significa tejón) residía en Camerata Cornello, Bérgamo. El tejón (en alemán: Dachs) se convirtió en el escudo de armas de la familia cuando los aristócratas Tasso se establecieron en Alemania y, en 1624, se convirtieron en condes (en alemán: Grafen). Hacia 1650, cambiaron su apellido italiano original "Della Torre e Tasso" a una traducción al alemán por la cual son conocidos: Thurn und Taxis. En 1695, el emperador Leopoldo I concedió a la familia el privilegio de usar el título de príncipes.
Ruggiano de Tassis fundó un servicio postal en Italia a fines del siglo XV, alcanzando gran éxito. Más tarde, el 11 de diciembre de 1489, en Innsbruck, Janetto von Taxis fue designado jefe de los servicios postales del Sacro Imperio Romano Germánico en régimen de monopolio. 
La familia conservó esa exclusiva posición durante siglos, dividiendo sus actividades comerciales en tanto los feudos del Sacro Imperio se hacían cada vez más autónomos; pese a esto, ni la Guerra de los Treinta Años ni posteriores conflictos o conmociones les arrebataron la dirección de los servicios postales de gran parte de la Europa Central. El 12 de noviembre de 1516, la familia Thurn y Taxis estableció un servicio postal en Bruselas, que llegaba hasta Roma, Nápoles, España (donde Francisco de Tassis, había establecido varias sedes desde 1505), Alemania y Francia a través de estafetas y redes de mensajeros.

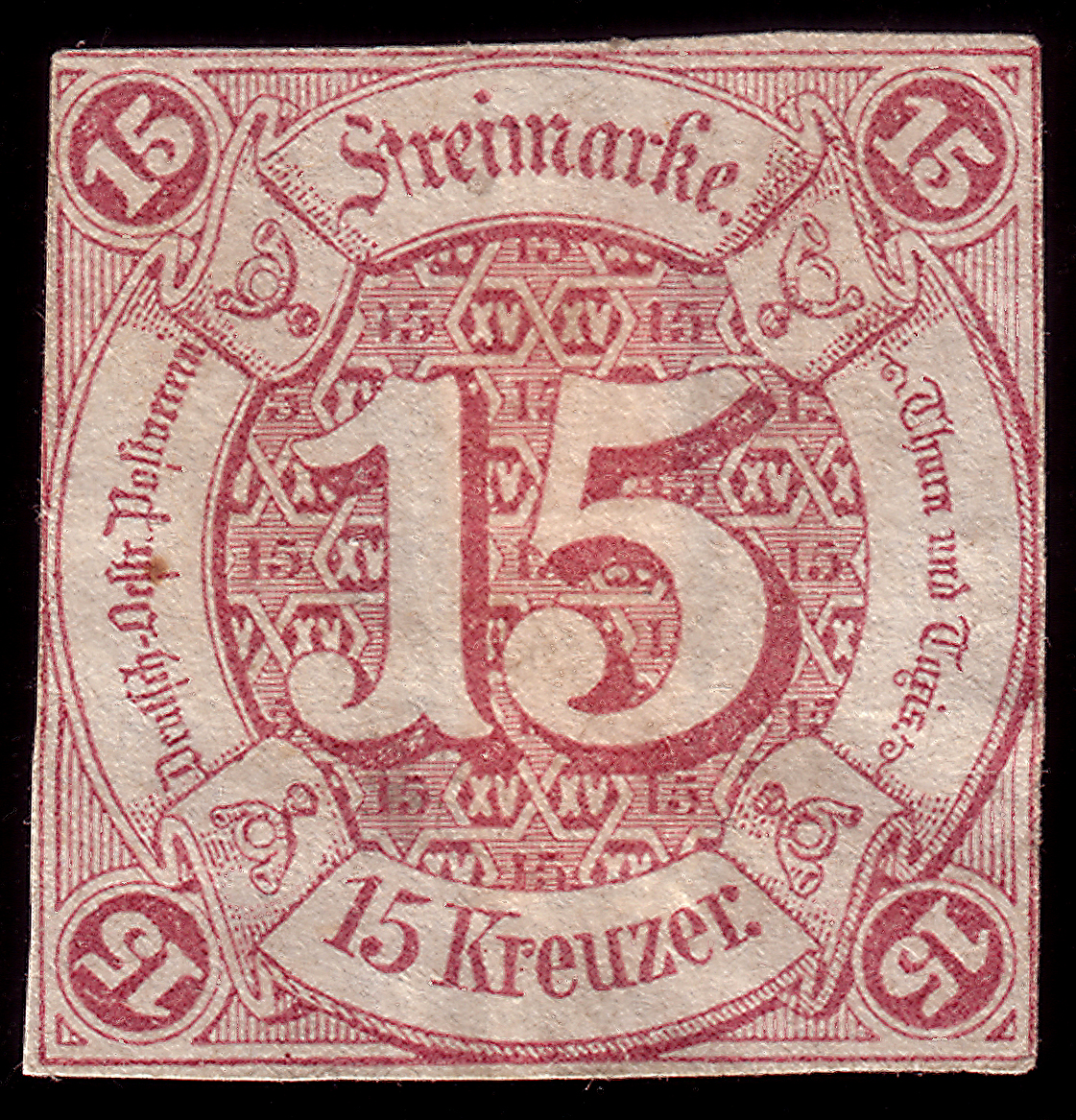
Sello de Thurn y Taxis por valor de 15 Kreutzer, año 1859.

La compañía Thurn y Taxis duraría hasta el siglo XVIII, cuando sus sedes en territorios bajo dominio de España fueron compradas por el gobierno de ese país, dejando de operar como empresa particular en los territorios de los Borbones. Tras las Guerras Napoleónicas, las actividades del servicio postal de Thurn y Taxis se concentraron en Alemania, ofreciendo un servicio privado de correos en Baden, Hesse, Wurtemberg, Baviera, Baja Sajonia y Renania. 
Con la creación del sello postal en Gran Bretaña el año 1840 y la primera emisión de sellos hechos en Alemania (Baviera, 1849), la familia Thurn y Taxis adoptó esta innovación y emitió sus propios sellos postales a partir de 1852, los cuales se emplearon profusamente en la compañía. El triunfo de Prusia sobre Austria en la Guerra de las Siete Semanas causó que las tropas prusianas ocuparan toda Renania, incluyendo Fráncfort, la sede comercial de los Thurn y Taxis. Ante ello, la familia decidió vender todo su negocio postal privado al gobierno de Prusia, dejando de operar definitivamente en 1867.
Muchos miembros de esta familia se convirtieron en caballeros de la Orden de Malta.
El actual jefe de la casa de Thurn y Taxis es S. A. S. Alberto II de Thurn y Taxis, hijo de Juan Bautista y de su esposa Gloria. La familia es una de las más ricas de Alemania y residen, desde 1748, en el Palacio de San Emerano, en Ratisbona. La cervecería de la familia fue vendida al Grupo Paulaner de Múnich, en 1996, pero aún produce cerveza bajo la marca Thurn y Taxis.

## Barones de Taxis (1608-1624)
- Leonardo I de Taxis (1608-1612)
- Lamoral de Taxis (1612-1624)

## Condes de Thurn y Taxis (1624-1695)
- Lamoral de Taxis (1624-1624)
- Leonardo II de Thurn y Taxis (1624-1628)
- Lamoral Claudio Francisco de Thurn y Taxis (1628-1676)
- Eugenio Alejandro de Thurn y Taxis (1676-1695)

## Príncipes de Thurn y Taxis (1695-presente)

Príncipes de Thurn y Taxis

- Eugenio Alejandro de Thurn y Taxis (1695-1714)
- Anselmo Francisco de Thurn y Taxis (1714-1739)
- Alejandro Fernando de Thurn y Taxis (1739-1773)
- Carlos Anselmo de Thurn y Taxis (1773-1805)
- Carlos Alejandro de Thurn y Taxis (1805-1827)
- Maximiliano Antonio Lamoral de Thurn y Taxis (1831-[1867)
- Maximiliano Carlos de Thurn y Taxis (1827 -1871)
- Maximiliano María de Thurn y Taxis (1871-1885)
- Alberto I de Thurn y Taxis (1885-1952)
- Francisco José de Thurn y Taxis (1952-1971)
- Carlos Augusto de Thurn y Taxis (1971-1982)
- Juan Bautista de Thurn y Taxis (1926-1990)
- Alberto II de Thurn y Taxis (1990- presente)

## Thurn y Taxis en la cultura popular
En el libro La Subasta del lote 49, del escritor Thomas Pynchon, la familia Thurn y Taxis se disputaba el monopolio del servicio de correos con el Servicio Trystero (o Tristero), o simplemente "Trystero".